# Identik
Identik oder Meisterwerke, ursprünglich veröffentlicht als Portrayal und international bekannt als Duplik, ist ein Kommunikationsspiel der Spieleautoren William Jacobson und Amanda Kohout für bis zu zehn Spieler, das im Jahr 2005 im Verlag Braincog sowie später bei Asmodée erschien.

## Hintergrund und Spielmaterial
In Identik versuchen die Mitspieler als Zeichner jeweils Bilder nach den Vorgaben eines Meisters zu zeichnen. Sie versuchen dabei, die Details der beschriebenen Vorlagen so gut wie möglich zu treffen.
Das Spielmaterial besteht neben der Spielanleitung aus:
- 120 Bildvorlagen (Ulkige Situationen),
- sechs Zeichen- und Bewertungsblöcken,
- einer Kartenabdeckung,
- einem 10-seitigen Würfel,
- sechs Bleistiften und
- einer Sanduhr (90 Sekunden)

## Spielweise

### Spielvorbereitung
Zu Beginn des Spiels würfeln die Spieler den Meister der ersten Runde aus. Der Spieler mit dem höchsten Wurf wird Meister, alle anderen sind Künstler. Der Meister bereitet den Wertungsblock für das Spiel vor, jeder Spieler bekommt einen Zeichenblock sowie einen Bleistift und markiert seinen Block mit seinem Namen.

### Spielablauf
Zu Beginn der Runde zieht der Meister eine Bildkarte und platziert sie in der Kartenabdeckung, wodurch nur noch die Illustration und der Titel sichtbar sind. Er würfelt einmal, um die Bonus-Bewertung festzulegen, und gibt die Zahl an die Künstler weiter. Dann liest der Meister den Bildtitel vor und startet die Sanduhr. Dann beginnt er, das Bild auf der Karte präzise und zugleich schnell zu beschreiben, während die Künstler versuchen es gleichzeitig zu zeichnen. Die Künstler dürfen nicht miteinander oder mit dem Meister reden. Wenn die Sanduhr abgelaufen ist, werden alle Stifte beiseite gelegt.
Danach reichen alle Künstler ihre Werke an ihren Nachbarn zur Bewertung weiter. Der Meister zieht die Karte aus der Abdeckung und liest die darauf verzeichneten zehn Punkte der Bewertung der Reihe nach vor. Die Gutachter müssen für jeden Punkt bewerten, ob er auf der vor ihnen liegenden Zeichnung berücksichtigt wurde. Bei der Bewertung darf der Meister nicht eingreifen, bei Zweifeln darf ein Kritiker andere Kritiker befragen und der Zeichner kann sich in die Diskussion einmischen.
Jeder Künstler bekommt drei Siegpunkte, wenn auf seiner Zeichnung die Bonusbewertung berücksichtigt ist und je einen Siegpunkt für jeden der anderen berücksichtigten Punkte. Der Meister bekommt je einen Siegpunkt für jeden Punkt, der von mindestens einem Künstler erfüllt wurde. Am Ende notiert jeder Kritiker den Gesamtwert seines Künstlers für die Runde auf dem Zeichenblatt, der Wert wird später auf das Bewertungsblatt übertragen. Am Ende zeigt der Meister das Original des Bildes und stellt es zur Diskussion, danach beginnt die nächste Runde mit einem neuen Meister.

### Spielende und Auswertung
Wenn jeder Mitspieler einmal Meister war, endet das Spiel und alle Spieler zählen ihre Punkte zusammen. Der Spieler mit den meisten Siegpunkten ist der Sieger.

## Ausgaben und Rezeption
Das Spiel Portrayal wurde von den amerikanischen Spieleautoren William Jacobson und Amanda Kohout entwickelt und im Jahr 2005 bei braincog veröffentlicht. 2009 erschien es bei Asmodee unter dem Titel Identik zuerst in einer französischen und spanischen Version, 2010 folgte eine Version auf Deutsch. Kurz darauf wurde die deutsche Variante umbenannt in Meisterwerke, während es auf Englisch und Spanisch weiter als Identik vermarktet wurde. 2012 veröffentlichte Asmodiee das Spiel erneut in einer französischen Version, diesmal unter dem Namen Duplik. Unter dem Namen erschien es dann auch auf Italienisch und Spanisch sowie einige Jahre später erneut auf Englisch sowie auf Polnisch, Koreanisch und Rumänisch.
Das Spiel wurde 2010 für den Spielepreis Spiel des Jahres nominiert. Im selben Jahr war das Spiel auch Finalist bei spanischen Juego del Año, dem Lys Grand Public sowie Gewinner des französischen As d’Or.
Der Spielekritiker Udo Bartsch beurteilte das Spiel als „gutes, unterhaltsames Partyspiel“, er bemängelte jedoch einige Punkte ihm zu einem „sehr guten Partyspiel“ noch fehlen. Er bemängelt den verwirrenden Aufschreibblock zum Notieren der Punkte und die Punktwertung, die den Meister für gute Bildbeschreibungen bestraft, anstatt ihn zu belohnen. Er würde sich zudem eine Obergrenze der Mitspielerzahl wünschen.

## Belege
1. 1 2 3 4 5 6 7  Spielregeln für Meisterwerke, Asmodée 2010.
2. ↑  
Versionen von Identik in der Datenbank BoardGameGeek; abgerufen am 10. Januar 2021.
3. ↑  Identik auf der Website des Spiel des Jahres e.V.; abgerufen am 10. Januar 2021.
4. 1 2  Udo Bartsch: Identik im Blog „Rezensionen für Millionen“, 22. Mai 2010; abgerufen am 10. Januar 2021.